# New Salem (Massachusetts)
New Salem è un comune degli Stati Uniti d'America facente parte della contea di Franklin nello stato del Massachusetts.